# Timothy Everard
Timothy John Everard, CMG (* 22. Oktober 1929) ist ein ehemaliger britischer Diplomat, der unter anderem zwischen 1984 und 1988 Botschafter in der Deutschen Demokratischen Republik war. Im Anschluss wirkte er von 1988 bis 1993 als Generalsekretär des Order of Saint John.

## Leben
Timothy John Everard, Sohn von Charles M. Everard und dessen Ehefrau Monica M. Barford Everard, fand nach seinem Eintritt in den diplomatischen Dienst Verwendungen an zahlreichen Auslandsvertretungen sowie im Außenministerium (Foreign Office). Er fungierte zwischen 1972 und 1973 als Generalkonsul und Geschäftsträger (Chargé d’affaires) in Hanoi sowie im Anschluss von 1974 bis 1978 als Botschaftsrat für Wirtschaft und Handel an der Botschaft in Griechenland. 1978 wurde er für seine Verdienste Companion des Order of St Michael and St George (CMG). Danach war er zwischen 1978 und 1981 Botschaftsrat für Handel an der Botschaft in Frankreich sowie von 1981 bis 1984 stellvertretender Hochkommissar in Nigeria.
Zuletzt wurde Everard 1984 als Nachfolger von Peter Maxey Botschafter in der Deutschen Demokratischen Republik und bekleidete diese Funktion bis zu seinem Ausscheiden aus dem diplomatischen Dienst 1988. Daraufhin war er von 1988 bis 1993 Generalsekretär des Order of Saint John.
Aus seiner 1955 geschlossenen Ehe mit Josiane Romano gingen zwei Söhne hervor.